# Perfect Strangers (album)

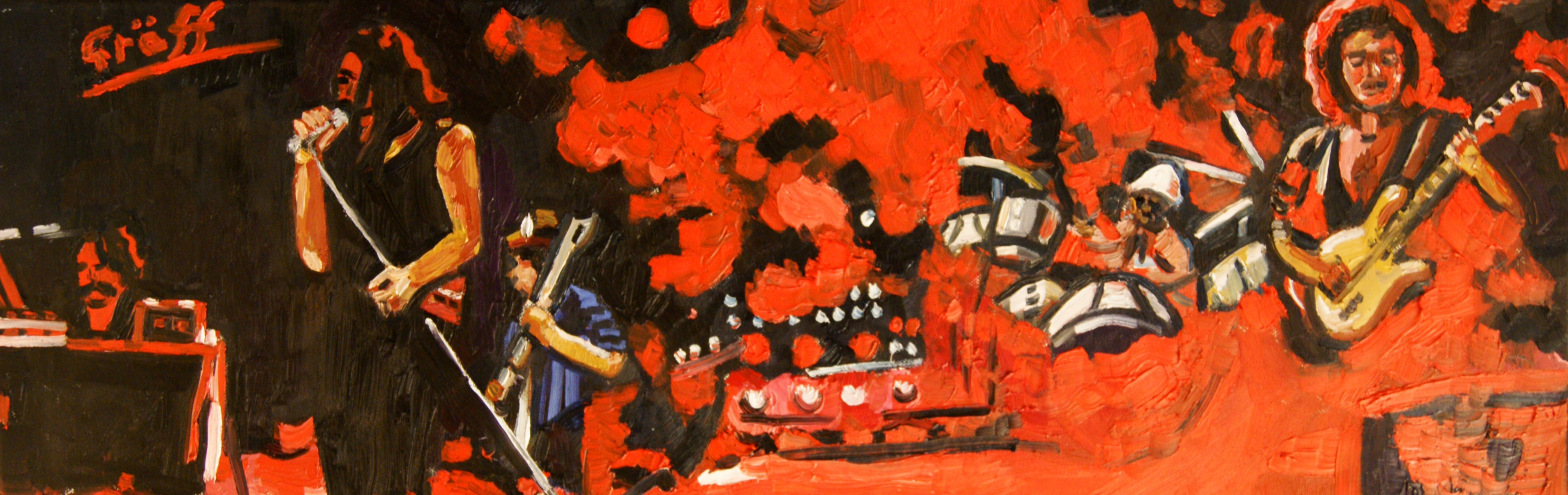
"Deep Purple, Perfect Strangers Reunion 27. 11. 1984, Perth". peint par Matthias Laurenz Gräff

Pour les articles homonymes, voir Perfect Strangers et Strangers.
Albums de Deep Purple
Come Taste the Band
(1975) The House of Blue Light
(1987)
Singles
1. Perfect Strangers
Sortie : janvier 1985
2. Knocking at Your Backdoor
Sortie : juin 1985

Perfect Strangers est le onzième album studio du groupe de hard rock britannique Deep Purple sorti en 1984 chez Polydor au Royaume-Uni et chez Mercury aux États-Unis. Il marque le retour du groupe, (resté silencieux depuis 1976) de sa formation la plus célèbre, la Mark II, avec Ritchie Blackmore, Ian Gillan et Roger Glover.

## Historique
Les musiciens se retrouvent pour la première fois en avril 1984 aux États-Unis dans le Kentucky pour discuter de la reformation du groupe avant de se retrouver une semaine plus tard à New York dans le bureau de leur manager Bruce Payne pour officialiser le retour de Deep Purple.
C'est en mai 1984 dans le Vermont que débutent les premières répétitions pour le nouvel album. Le groupe s'est installé dans un endroit appelé "The Base Lodge" situé dans la propriété de la famille Von Trapp située à Stowe. Les premières répétitions sont constituées de longues jam sessions et le groupe donne comme titre de travail de l'album, The Sound of music.
Alors que le groupe est prêt à commencer l'enregistrement de l'album au même endroit avec l'aide d'un studio mobile, les autorités du Vermont ne donnent pas leur autorisation et le groupe doit se chercher un nouvel endroit. Les recherches ne sont pas longues et le groupe trouve une location appelée « Horizons » dans la même ville de Stowe où, dès le matériel installé et raccordé au studio « Le Mobile », l'enregistrement peut commencer. Il dure six semaines, du 10 juillet au 26 août 1984.
Début septembre, le groupe se rend à Hambourg en Allemagne où il occupe le Tennessee Townstudio pour mixer l'album. Quelques réenregistrements sont rajoutés à ceux effectués aux États-Unis. Sans maison de disque à la fin de l'enregistrement, Deep Purple signe finalement avec le label Polydor pour l'Europe et Mercury Records pour les États-Unis.
L'album est un succès, il se classe à la 5e place des charts britanniques et français, à la première place du hit-parade suisse, à la 2e place en Allemagne et à la 17e place du Billboard 200 aux États-Unis. 
Pour l'anecdote, on peut noter que sur la chanson Under The Gun, Ritchie Blackmore termine son solo en jouant brièvement le thème principal de la première marche de Pomp and Circumstance d'Edward Elgar.

## Titres
Tous les titres sont signés par Blackmore, Gillan et Glover sauf Nobody's Home.

### Éditions vinyle et cassette

#### Face A
1. Knocking at Your Back Door – 7:00
2. Under the Gun – 4:35
3. Nobody's Home (Blackmore, Gillan, Glover, Lord, Paice) – 3:55
4. Mean Streak – 4:20

#### Face B
1. Perfect Strangers – 5:19
2. Gypsy's Kiss – 4:40
3. Wasted Sunsets – 3:55
4. Hungry Daze – 4:44

### Édition CD

#### Titre bonus 1984
1. Not Responsible (Blackmore, Gillan, Glover, Lord, Paice) – 4:36

#### Titre bonus réédition 1999
1. Son of Alerik (Blackmore) – 10:02

## Musiciens
- Ian Gillan : chant
- Ritchie Blackmore : guitares
- Roger Glover : basse
- Jon Lord : orgue Hammond B3, claviers
- Ian Paice : batterie, percussions

## Singles
| Année | Single                     | Chart                  | Durée du classement | Position |
| ----- | -------------------------- | ---------------------- | ------------------- | -------- |
| 1984  | Perfect Strangers          | Mainstream Rock Tracks | 16 semaines         | 12e      |
| 1984  | Perfect Strangers          | top 50                 | 7 semaines          | 45e      |
| 1985  | Perfect Strangers          | UK Singles Chart       | 3 semaines          | 48e      |
| 1985  | Nobody's Home              | Mainstream Rock Tracks | 9 semaines          | 20e      |
| 1985  | Knocking at Your Back Door | Mainstream Rock Tracks | 18 semaines         | 7e       |
| 1985  | Knocking at Your Back Door | Hot 100                | 7 semaines          | 61e      |
| 1985  | Knocking at Your Back Door | UK Singles Chart       | 2 semaines          | 65e      |

- Le single Nobody's Home est sorti uniquement en disque de promotion pour les radios [8].

## Charts et certifications
| Pays             | Durée du classement | Meilleur classement |
| ---------------- | ------------------- | ------------------- |
| Allemagne        | 28 semaines         | 2e                  |
| Autriche         | 16 semaines         | 5e                  |
| Canada           | 30 semaines         | 22e                 |
| États-Unis       | 32 semaines         | 17e                 |
| Finlande         | 1 semaine           | 39e                 |
| France           | 6 semaines          | 5e                  |
| Norvège          | 15 semaines         | 2e                  |
| Nouvelle-Zélande | 7 semaines          | 12e                 |
| Pays-Bas         | 6 semaines          | 16e                 |
| Royaume-Uni      | 15 semaines         | 5e                  |
| Suède            | 9 semaines          | 3e                  |
| Suisse           | 20 semaines         | 1er                 |

| Pays             | Certification | Ventes      | Date       |
| ---------------- | ------------- | ----------- | ---------- |
| Allemagne        | Or            | 250 000 +   | 1985       |
| Canada           | Platine       | 100 000 +   | 01/03/1985 |
| États-Unis       | Platine       | 1 000 000 + | 09/04/1985 |
| Nouvelle-Zélande | Or            | 7 500 +     | 27/01/1985 |
| Royaume-Uni      | Or            | 100 000 +   | 23/11/1984 |